# Claudio Olinto de Carvalho
Claudio Olinto de Carvalho, noto anche con lo pseudonimo di Nené (Santos, 1º febbraio 1942 – Capoterra, 3 settembre 2016), è stato un calciatore e allenatore di calcio brasiliano, di ruolo centrocampista o attaccante.
Ha vestito le maglie di Santos, Juventus e Cagliari tra gli anni 60 e 70 del XX secolo. Legò la sua carriera al club sardo, assurgendone a bandiera per dodici stagioni e conquistando lo storico scudetto della stagione 1969-1970 oltreché divenendo il giocatore straniero con più presenze in Serie A nella storia dei rossoblù.

## Biografia
Nacque da Herminio Olinto de Carvalho, giocatore e capitano del Santos negli anni 50 e anche lui soprannominato Nené, e da Ruth de Jesus Ribeiro da Silva.
Sposò Fiorella il 30 maggio 1970, a Torino, da cui ebbe due figli, nati rispettivamente nel 1971 e nel 1976. Come alcuni suoi compagni di squadra protagonisti nello scudetto cagliaritano del 1970, a fine carriera scelse di stabilirsi in Sardegna, dove rimase sino al termine della sua vita.

## Caratteristiche tecniche

### Giocatore
(Sandro Ciotti, 1972)
Nato come centravanti di manovra nel Santos, nella Juventus venne utilizzato erroneamente come centrattacco, ma in seguito all'approdo al Cagliari si trasformò dapprima in ala destra e, infine, in mezzala. Si rivelò inoltre un ottimo uomo-spogliatoio.

## Carriera

### Giocatore

#### Santos e Juventus

Nené alla Juventus nella stagione 1963-1964

Nato da Herminio Olinto de Carvalho, anche lui conosciuto come Nené, ex terzino e capitano del Santos negli anni 50, e Ruth de Jesus Ribeiro da Silva, venne segnalato agli alvinegro da un allenatore che l'aveva visto all'opera in strada nelle partitelle di quartiere: superato il provino si ritrovò in prima squadra.
Al Santos giocò insieme a campioni quali Pelé, Pepe, Zito, Mengálvio, Lima, Dorval, Coutinho e Sormani, venendo impiegato come centravanti arretrato. Debutta con il Santos in una partita valevole per il Campionato Paulista il 15 settembre 1960, all'età di 18 anni, contro il Clube Atlético Juventus subentrando a Nei e segnando al 43' un gol nel 5-2 finale per la sua squadra.
Vinse con la compagine della sua città 2 Coppa Libertadores 1962 e 1963, la Coppa Intercontinentale 1962 e 2 Taça Brasil 1961 e 1962, 3 Campionato Paulista (1960-61-62) e il Torneo di Rio-San Paolo nel 1963. Le prestazioni fornite con il club lo portarono a essere convocato dalla nazionale olimpica che vinse la medaglia d'oro ai IV Giochi panamericani tenutisi a San Paolo nel 1963.
Durante una tournée europea del suo club, giocò contro la Juventus di Omar Sívori al Comunale di Torino il 26 giugno 1963. Notato da Giampiero Boniperti che apprezzò molto le sue movenze, lasciò il Santos per approdare nello stesso anno alla società piemontese per 100 milioni di lire.
Debutta in Serie A con la compagine bianconera il 15 settembre 1963, nella vittoria per 3-1 contro la SPAL. Dopo una stagione 1963-1964 non eccezionale, dove segnò comunque 11 gol in 28 partite di campionato ma nella quale coincidono gli attriti e il dualismo con Sívori, portarono alla cessione del giovane attaccante brasiliano al Cagliari.

#### Cagliari
Debutta con la compagine rossoblù il 13 settembre 1964, nella sconfitta esterna per 2-1 contro la Roma valevole per il campionato di Serie A. In Sardegna l'allenatore Arturo Silvestri lo collocò nel ruolo di ala destra; negli anni successivi diventò un tornante che sfruttava la sua velocità sulla fascia, tanto da farsi inseguire fino in porta, durante un Roma-Cagliari, dal folcloristico allenatore giallorosso Oronzo Pugliese.
La Juventus tentò di ricomprarlo nella stagione 1967-1968, ma il Cagliari rifiutò. Nel 1969, con l'acquisto di Angelo Domenghini, il nuovo tecnico rossoblù Manlio Scopigno lo spostò al centro del campo, facendo del brasiliano uno dei punti di forza della squadra sarda che nel campionato 1969-1970 conquistò il suo unico scudetto della storia.
Chiude la carriera, dopo dodici stagioni consecutive in maglia rossoblù tutte in Serie A, con il campionato 1975-1976: l'ultima gara giocata è quella del 4 aprile, un pareggio esterno per 0-0 contro il Cesena, ritirandosi poi all'età di 34 anni. Con Juventus e Cagliari gioca in Italia complessivamente 426 partite impreziosite da 42 gol, per un totale di 390 apparizioni ufficiali e 30 gol con la maglia cagliaritana; il record di 311 partite ufficiali in Serie A con i rossoblù, durato 38 anni, verrà eguagliato e superato solamente nel 2014 da Daniele Conti.
Con i sardi Nené ebbe anche un'esperienza nel campionato nordamericano organizzato nel 1967 dalla United Soccer Association e riconosciuto dalla FIFA, in cui la rosa del Cagliari scese in campo nelle vesti dei Chicago Mustangs, ottenendo il terzo posto nella Western Division.

### Allenatore

Nené, allenatore della formazione Primavera della Fiorentina, solleva assieme ai suoi ragazzi il trofeo del Torneo di Viareggio 1979.

Terminata la carriera da giocatore, sempre a Cagliari iniziò quella di allenatore. Con la formazione Primavera della Fiorentina, tra il 1979 e il 1980 vinse il campionato, la coppa di categoria e il Torneo di Viareggio. Guidò poi in Serie C2 il Sant'Elena, e in Serie C1 la Paganese. Preferendo allenare i giovani, ritornò alla Primavera del Cagliari, per poi tornare alla Juventus dapprima come tecnico del vivaio bianconero – dove crebbe, tra gli altri, un giovane Claudio Marchisio – e infine come osservatore.

### Dopo il ritiro
Come commentatore radiofonico instaurò un ottimo rapporto con la Gialappa's Band, collaborando con il trio a Rai dire Mondiali per la radiocronaca delle partite del Brasile nonché per i Mondiali di Stati Uniti 1994 e Francia 1998 su Radio 2, oltre a essere ospite in televisione a Mai dire Mondiali su Italia 1.

## Riconoscimenti
- Il Cagliari lo ha inserito nella sua Hall of fame.[39]
- È inserito nella Top 11 Rossoblù - I più forti di sempre, la formazione votata dai tifosi comprendente i migliori giocatori cagliaritani di sempre.[40]

## Statistiche

### Presenze e reti nei club
| Stagione        | Squadra         | Campionato      | Campionato | Campionato | Coppe nazionali | Coppe nazionali | Coppe nazionali | Coppe continentali | Coppe continentali | Coppe continentali | Altre coppe | Altre coppe | Altre coppe | Totale | Totale |
| Stagione        | Squadra         | Comp            | Pres       | Reti       | Comp            | Pres            | Reti            | Comp               | Pres               | Reti               | Comp        | Pres        | Reti        | Pres   | Reti   |
| --------------- | --------------- | --------------- | ---------- | ---------- | --------------- | --------------- | --------------- | ------------------ | ------------------ | ------------------ | ----------- | ----------- | ----------- | ------ | ------ |
| 1963-1964       | Juventus        | A               | 28         | 11         | CI              | 2               | 0               | CdF                | 6                  | 1                  | -           | -           | -           | 36     | 12     |
| Totale Juventus | Totale Juventus | Totale Juventus | 28         | 11         |                 | 2               | 0               |                    | 6                  | 1                  |             | -           | -           | 36     | 12     |
| 1964-1965       | Cagliari        | A               | 26         | 5          | CI              | 3               | 0               | -                  | -                  | -                  | -           | -           | -           | 29     | 5      |
| 1965-1966       | Cagliari        | A               | 28         | 1          | CI              | 2               | 0               | -                  | -                  | -                  | -           | -           | -           | 30     | 1      |
| 1966-1967       | Cagliari        | A               | 32         | 4          | CI              | 1               | 0               | -                  | -                  | -                  | CM          | 2           | 0           | 35     | 4      |
| 1967-1968       | Cagliari        | A               | 27         | 5          | CI              | 1               | 0               | -                  | -                  | -                  | CM+CdA      | 2+5         | 1+0         | 35     | 6      |
| 1968-1969       | Cagliari        | A               | 30         | 1          | CI              | 9               | 0               | -                  | -                  | -                  | CM          | 2           | 0           | 41     | 1      |
| 1969-1970       | Cagliari        | A               | 28         | 3          | CI              | 9               | 3               | CdF                | 3                  | 0                  | -           | -           | -           | 40     | 6      |
| 1970-1971       | Cagliari        | A               | 30         | 1          | CI              | 3               | 0               | CC                 | 4                  | 1                  | CAI+TP      | 3+4         | 0+1         | 44     | 3      |
| 1971-1972       | Cagliari        | A               | 27         | 1          | CI              | 4               | 0               | -                  | -                  | -                  | CAI         | 4           | 0           | 35     | 1      |
| 1972-1973       | Cagliari        | A               | 28         | 1          | CI              | 10              | 1               | CU                 | 2                  | 0                  | -           | -           | -           | 40     | 2      |
| 1973-1974       | Cagliari        | A               | 22         | 0          | CI              | 3               | 0               | -                  | -                  | -                  | -           | -           | -           | 25     | 0      |
| 1974-1975       | Cagliari        | A               | 20         | 1          | CI              | 0               | 0               | -                  | -                  | -                  | -           | -           | -           | 20     | 1      |
| 1975-1976       | Cagliari        | A               | 13         | 0          | CI              | 3               | 0               | -                  | -                  | -                  | -           | -           | -           | 16     | 0      |
| Totale Cagliari | Totale Cagliari | Totale Cagliari | 311        | 23         |                 | 48              | 4               |                    | 9                  | 1                  |             | 22          | 2           | 390    | 30     |
| Totale carriera | Totale carriera | Totale carriera | 339        | 34         |                 | 50              | 4               |                    | 15                 | 2                  |             | 22          | 2           | 426    | 42     |

### Cronologia presenze e reti in nazionale
| Cronologia completa delle presenze e delle reti in nazionale ― Brasile olimpica | Cronologia completa delle presenze e delle reti in nazionale ― Brasile olimpica | Cronologia completa delle presenze e delle reti in nazionale ― Brasile olimpica | Cronologia completa delle presenze e delle reti in nazionale ― Brasile olimpica | Cronologia completa delle presenze e delle reti in nazionale ― Brasile olimpica | Cronologia completa delle presenze e delle reti in nazionale ― Brasile olimpica | Cronologia completa delle presenze e delle reti in nazionale ― Brasile olimpica | Cronologia completa delle presenze e delle reti in nazionale ― Brasile olimpica |
| Data                                                                            | Città                                                                           | In casa                                                                         | Risultato                                                                       | Ospiti                                                                          | Competizione                                                                    | Reti                                                                            | Note                                                                            |
| ------------------------------------------------------------------------------- | ------------------------------------------------------------------------------- | ------------------------------------------------------------------------------- | ------------------------------------------------------------------------------- | ------------------------------------------------------------------------------- | ------------------------------------------------------------------------------- | ------------------------------------------------------------------------------- | ------------------------------------------------------------------------------- |
| 24-4-1963                                                                       | San Paolo                                                                       | Brasile olimpica                                                                | 3 – 1                                                                           | Uruguay olimpica                                                                | IV Giochi panamericani - Fase finale a gironi                                   | -                                                                               |                                                                                 |
| 28-4-1963                                                                       | San Paolo                                                                       | Brasile olimpica                                                                | 10 – 0                                                                          | Stati Uniti olimpica                                                            | IV Giochi panamericani - Fase finale a gironi                                   | 1                                                                               | ?’                                                                              |
| 30-4-1963                                                                       | San Paolo                                                                       | Brasile olimpica                                                                | 3 – 1                                                                           | Cile olimpica                                                                   | IV Giochi panamericani - Fase finale a gironi                                   | -                                                                               |                                                                                 |
| 4-5-1963                                                                        | San Paolo                                                                       | Brasile olimpica                                                                | 2 – 2                                                                           | Argentina olimpica                                                              | IV Giochi panamericani - Fase finale a gironi                                   | -                                                                               | ?’                                                                              |
| Totale                                                                          |                                                                                 | Presenze                                                                        | 4                                                                               |                                                                                 | Reti                                                                            | 1                                                                               |                                                                                 |

### Statistiche da allenatore
| Stagione        | Squadra         | Campionato      | Campionato | Campionato | Campionato | Campionato | Coppe nazionali | Coppe nazionali | Coppe nazionali | Coppe nazionali | Coppe nazionali | Coppe continentali | Coppe continentali | Coppe continentali | Coppe continentali | Coppe continentali | Altre coppe | Altre coppe | Altre coppe | Altre coppe | Altre coppe | Totale | Totale | Totale | Totale | % Vittorie | Piazzamento |
| Stagione        | Squadra         | Comp            | G          | V          | N          | P          | Comp            | G               | V               | N               | P               | Comp               | G                  | V                  | N                  | P                  | Comp        | G           | V           | N           | P           | G      | V      | N      | P      | %          | Piazzamento |
| --------------- | --------------- | --------------- | ---------- | ---------- | ---------- | ---------- | --------------- | --------------- | --------------- | --------------- | --------------- | ------------------ | ------------------ | ------------------ | ------------------ | ------------------ | ----------- | ----------- | ----------- | ----------- | ----------- | ------ | ------ | ------ | ------ | ---------- | ----------- |
| 1981-82         | Sant'Elena      | C2              | 34         | 9          | 15         | 10         | CI-C            | 4               | 0               | 1               | 3               | -                  | -                  | -                  | -                  | -                  | -           | -           | -           | -           | -           | 38     | 9      | 16     | 13     | 23,68      | 8º          |
| 1982-feb. 1983  | Paganese        | C1              | 19         | 3          | 8          | 8          | CI+CI-C         | 5+4             | 0+1             | 2+2             | 3+1             | -                  | -                  | -                  | -                  | -                  | -           | -           | -           | -           | -           | 28     | 4      | 12     | 12     | 14,29      | Dimis.      |
| Totale carriera | Totale carriera | Totale carriera | 53         | 12         | 23         | 18         |                 | 13              | 1               | 5               | 7               |                    | -                  | -                  | -                  | -                  |             | -           | -           | -           | -           | 66     | 13     | 28     | 25     | 19,70      |             |

### Record

#### Cagliari
- Calciatore straniero con più minuti giocati in Serie A: 27 287.
- Calciatore straniero con più minuti giocati in tutte le competizioni: 34 293.[41]
- Calciatore straniero con più presenze: 390.[42]
- Calciatore straniero con più presenze in Serie A: 311.
- Calciatore straniero con più presenze in Coppa Italia: 48.
- Calciatore straniero con più presenze nelle coppe calcistiche europee: 27.
- Primo giocatore del Cagliari a realizzare una doppietta in Serie A.[43]

#### Fiorentina
- Double nazionale Primavera 1979-1980 (vittoria del Campionato Primavera e della Coppa Italia Primavera).

## Palmarès

### Giocatore

#### Club

##### Competizioni statali
- Campionato paulista: 3

Santos: 1960, 1961, 1962
- Torneo Rio-San Paolo: 1

Santos: 1963

##### Competizioni nazionali
- Campeonato Brasileiro Série A: 2

Santos: 1961, 1962
- Taça Brasil: 2

Santos: 1961, 1962
- Campionato italiano: 1

Cagliari: 1969-1970

##### Competizioni internazionali
- Coppa Libertadores: 2

Santos: 1962, 1963
- Coppa Intercontinentale: 1

Santos: 1962

#### Nazionale
- Giochi panamericani: 1

San Paolo 1963

### Allenatore
- Campionato nazionale Dante Berretti: 1

Fiorentina: 1978-1979
- Torneo di Viareggio: 1

Fiorentina: 1979
- Campionato Primavera: 1

Fiorentina: 1979-1980
- Coppa Italia Primavera: 1

Fiorentina: 1979-1980
- Torneo Città di Arco: 1

Juventus: 1991